# Vicuña Mackenna (métro de Santiago)
Vicuña Mackenna est une station de combinaison entre les lignes 4 et 4A du métro de Santiago, dans la commune de La Florida.

## La station
La station est ouverte depuis 2006.

## Origine étymologique
Son nom est dû à la proximité de la station avec l'avenue Vicuña Mackenna, qui est située quelques mètres plus à l'ouest le long de l'avenue Américo Vespucio.
Le nom de la rue rappelle Benjamín Vicuña Mackenna, homme politique qui fut maire de Santiago entre 1872 et 1875 et parlementaire à différentes périodes. Il était candidat aux élections présidentielles de 1876 et fut vaincu par Aníbal Pinto.